# Scymnus selliformis
Scymnus selliformis  (лат.) — вид божьих коровок рода Scymnus из подсемейства Scymninae (Coccinellidae). Юго-Восточная Азия.

## Распространение
Южный Китай (Тибет).

## Описание
Мелкие жуки длиной от 2,10 до 2,16 мм (ширина 1,32—1,38), овальной выпуклой формы, в спинной части с белым опушением. Основная окраска пронотума, усиков, головы и ноги жёлтовато-коричневые, скутеллюм и надкрылья чёрные (у вершины жёлтые). Сходен с видом Scymnus wudangensis, отличаясь особенностями строения гениталий самцов (узким пенисом) и глубоко выемчатой формой стернита восьмого абдоминального сегмента.
Усики 11-члениковые, булава из 3 сегментов. Голова, лабрум и клипеус поперечные. Усики прикрепляются перед линией глаз. Нижнегубные щупики 3-члениковые. Скутеллюм мелкий, треугольный. Надкрылья в основании шире пронотума, с нерегулярной пунктировкой. Голени без вершинных шпор. Лапки 4-члениковые. Брюшко с шестью вентритами.
Вид был впервые описан в 2015 году китайскими энтомологами С. Ченом (Xiaosheng Chen) и Ш. Реном (Shunxiang Ren) (Engineering Research Center of Biological Control, Ministry of Education; College of Natural Resources and Environment, Южно-китайский сельскохозяйственный университет, Гуанчжоу, Китай). Видовое название S. selliformis дано по признаку строения пениса.